# نقطه در بینهایت
نقطه در بینهایت یا نقطهٔ ایده‌آل، نقطه‌ایست که وقتی به خط حقیقی اضافه شود یک منحنی بسته می‌سازد که خط حقیقی انعکاسی،{\displaystyle \mathbb {R} P^{1}} نامیده می‌شود. خط حقیقی انعکاسی با خط حقیقی گسترش یافته که نقطهٔ متفاوت در بینهایت دارد، یکی نیست.
نقطه در بینهایت همچنین می‌تواند به صفحه مختلط، {\displaystyle \mathbb {C} ^{1}}، اضافه شود و یک سطح بسته تشکیل دهد که به خط انعکاسی مختلط، {\displaystyle \mathbb {C} P^{1}}، موسوم است، به آن کره ریمان نیز گفته می‌شود.